# Cascate di Lillaz
Le cascate di Lillaz (in francese cascades de Lillaz) sono una cascata lungo il torrente Urtier presso la fazione di Lillaz a Cogne in Valle d'Aosta. Le cascate, comprese all'interno del territorio del Parco nazionale del Gran Paradiso, sono composte da tre salti principali per un'altezza totale di circa 150 metri. Sono accessibili tramite un sentiero.